# 넬바나
넬바나(영어: Nelvana)는 캐나다 애니메이션 제작사이다.

## 역사
1971년에 설립. 이후 많은 애니메이션을 배출 한 애니메이션 스튜디오이다. 일본에도 여러 작품이 들어와 있으며, 또한 일제의 애니메이션도 캐나다에서의 배급을 실시하고있다. 또한 최근에는 일본의 세가 사미 그룹과 업무 제휴도 실시하고있다.

## 주요 작품
- 동키콩
- 땡땡의 모험
- 말괄량이 삐삐
- 카드캡터 사쿠라
- 메다로트
- 티미의 못말리는 수호천사
- 별의 커비
- 대니 팬텀
- 슈팅 바쿠간
- 이크는 멋쟁이

## 같이 보기
- 캐나다 영화